# 26277 Ianrees
26277 Ianrees è un asteroide della fascia principale. Scoperto nel 1998, presenta un'orbita caratterizzata da un semiasse maggiore pari a 2,4208955 UA e da un'eccentricità di 0,2172772, inclinata di 1,76129° rispetto all'eclittica.